# Автомузей Dr. Carl Benz
Автомузей «Dr. Carl Benz» (нем. Automuseum Dr. Carl Benz) — музей автомобилей-олдтаймеров, преимущественно производства фирм Benz & Cie, C. Benz Söhne и Mercedes-Benz, в городе Ладенбург (земля Баден-Вюртемберг, Германия). Открыт в 1984 году, с 2005 года располагается в здании, где некогда собирались автомобили марки «C. Benz Söhne».

## История
Запатентовав свой первый автомобиль в 1886 году, Карл Бенц стал искать возможности для расширения производства. Окрестности Ладенбурга были ему знакомы, так как он когда-то проводил здесь тестовые заезды. В 1905 году он приобрел тут земельный участок, а в 1906 году переехал сюда с женой Бертой и сыном Евгением, с которым основал компанию C. Benz Söhne. В 1908 году к ним присоединился второй сын, Рихард.
До середины 1920-х годов, когда произошло слияние с Daimler-Motoren-Gesellschaft, в новых производственных корпусах было собрано около 300 автомобилей. Последние два, изготовленные Карлом Бенцом для собственных нужд, ныне хранятся в музее. В дальнейшем C. Benz Söhne стала поставщиком отделения коммерческих автомобилей Mercedes-Benz.
Музей основал коллекционер ретроавтомобилей Винфрид Зайдель (нем. Winfried A. Seidel), президент Германского клуба олдтаймеров Mercedes-Benz (MVC), посвятивший жизнь изучению наследия семьи Бенц. В 2004 году им были приобретены бывшие строения завода. При поддержке группы компаний Daimler-Benz эти исторические здания были отреставрированы и преобразованы в музей. Ныне его собрание включает около 80 автомобилей и множество документов, относящихся к биографии Карла Бенца и членов его семьи.

## Структура
История автомобилестроения от первой модели Benz Patent-Motorwagen (номер патента 37435) до наших дней показана в пяти разделах:
- Раздел 1 — производство предприятий Benz & Cie в Манхайме и C. Benz Söhne в Ладенбурге (с 1886 до 1925).
- Раздел 2 — производство после слияния предприятий Карла Бенца с Daimler-Motoren-Gesellschaft Готтлиба Даймлера в Daimler-Benz (с 1926 до начала 1950-х).
- Раздел 3 — «Автобиография»: автомобили различных исторических эпох.
- Раздел 4 — «Двухколесная история»: от велосипеда Карла Дреза до мотороллеров 1950-х годов.
- Раздел 5 — гоночные автомобили разных периодов: от Benz 10-30 Avus (1921) до болидов Formula-1 команд McLaren-Mercedes (2001, пилот Мика Хаккинен) и Sauber-Mercedes-Benz (1991, пилот Михаэль Шумахер).

## Галерея

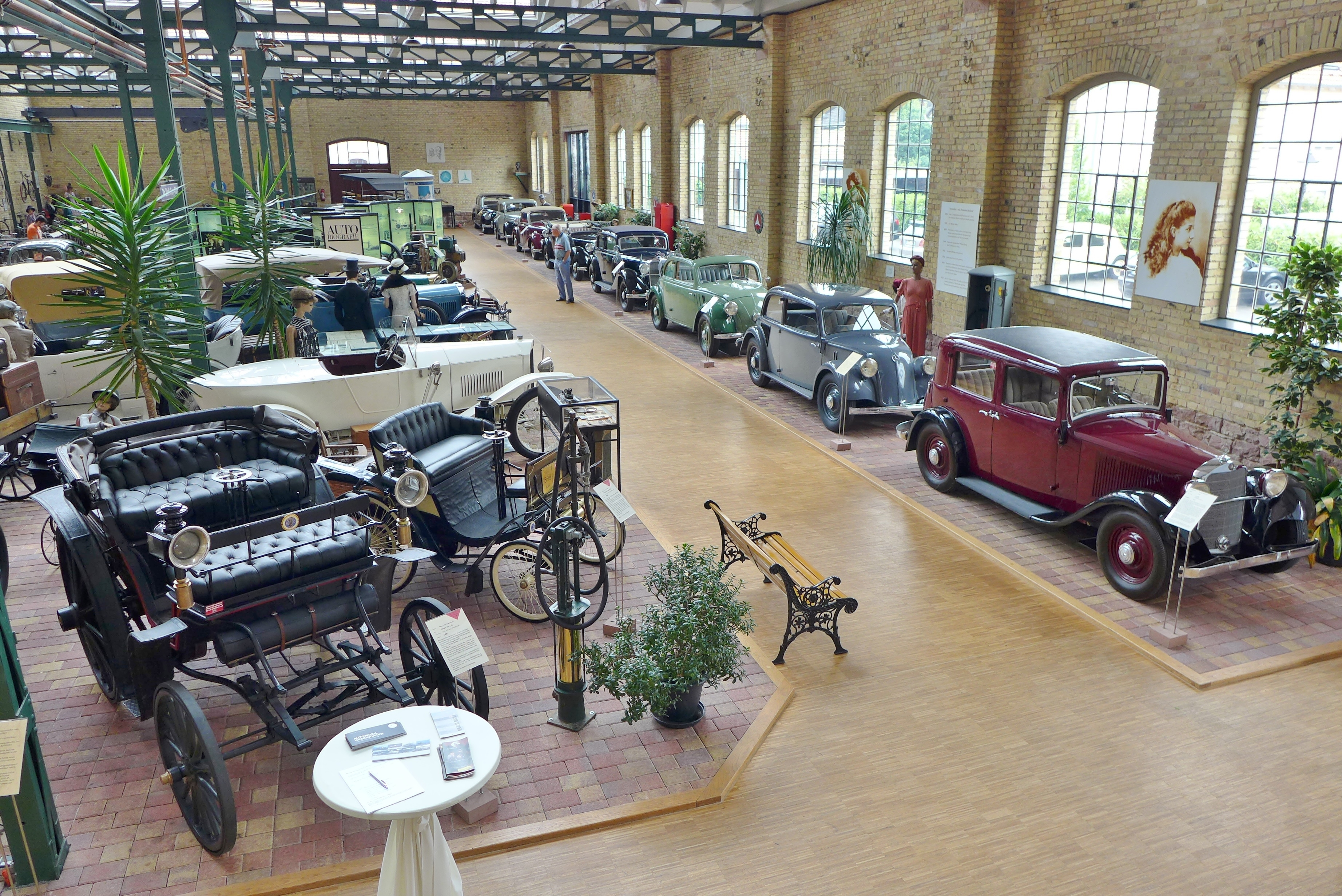
Главный зал музея
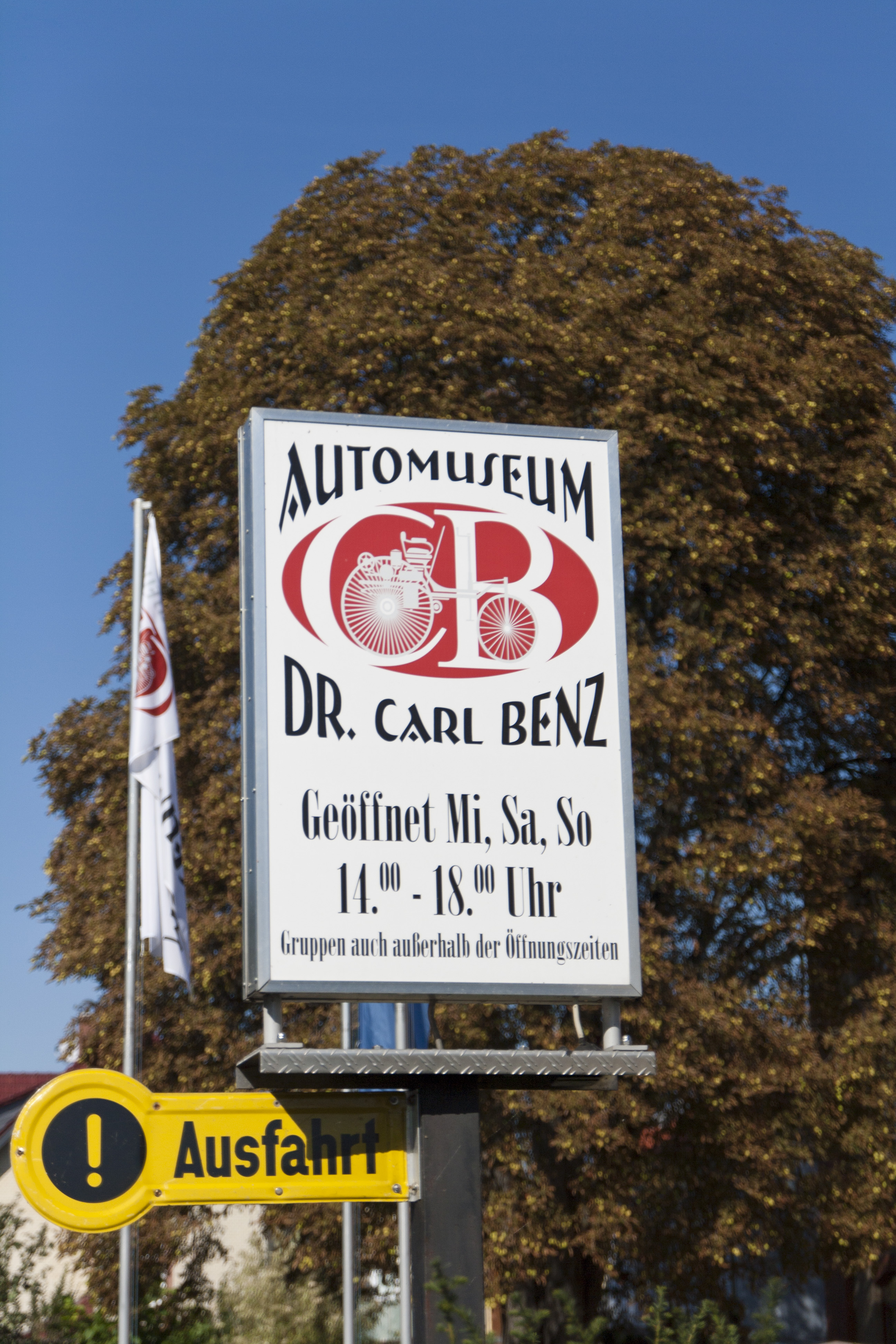
Логотип музея
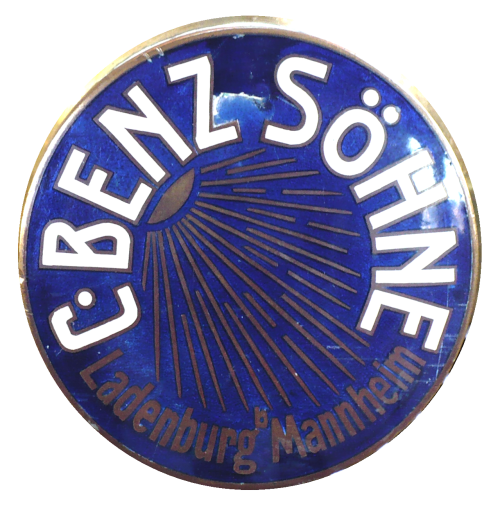
Логотип компании C. Benz Söhne
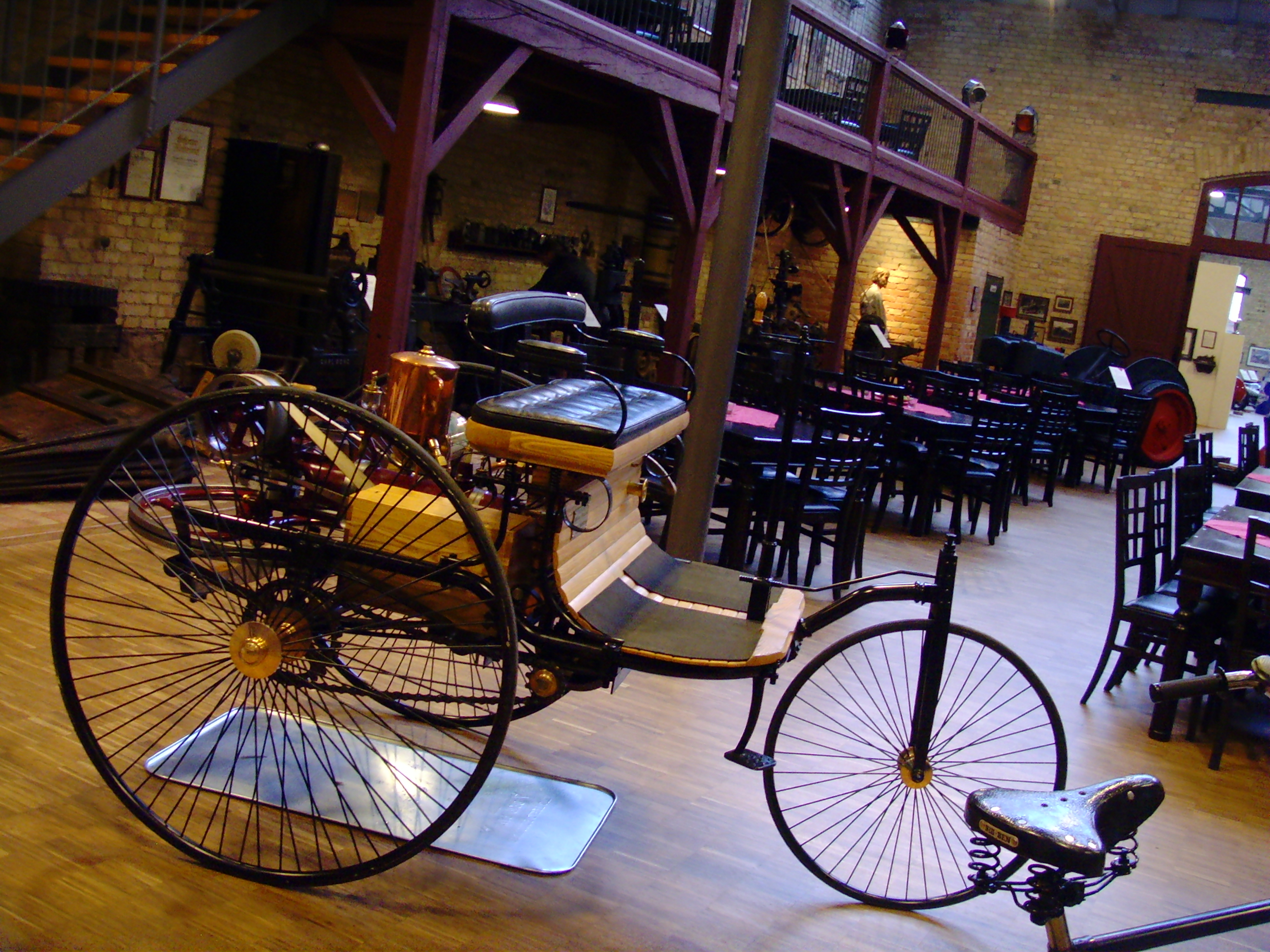
Benz Patent-Motorwagen Nummer 1 — первая модель компании (1886)
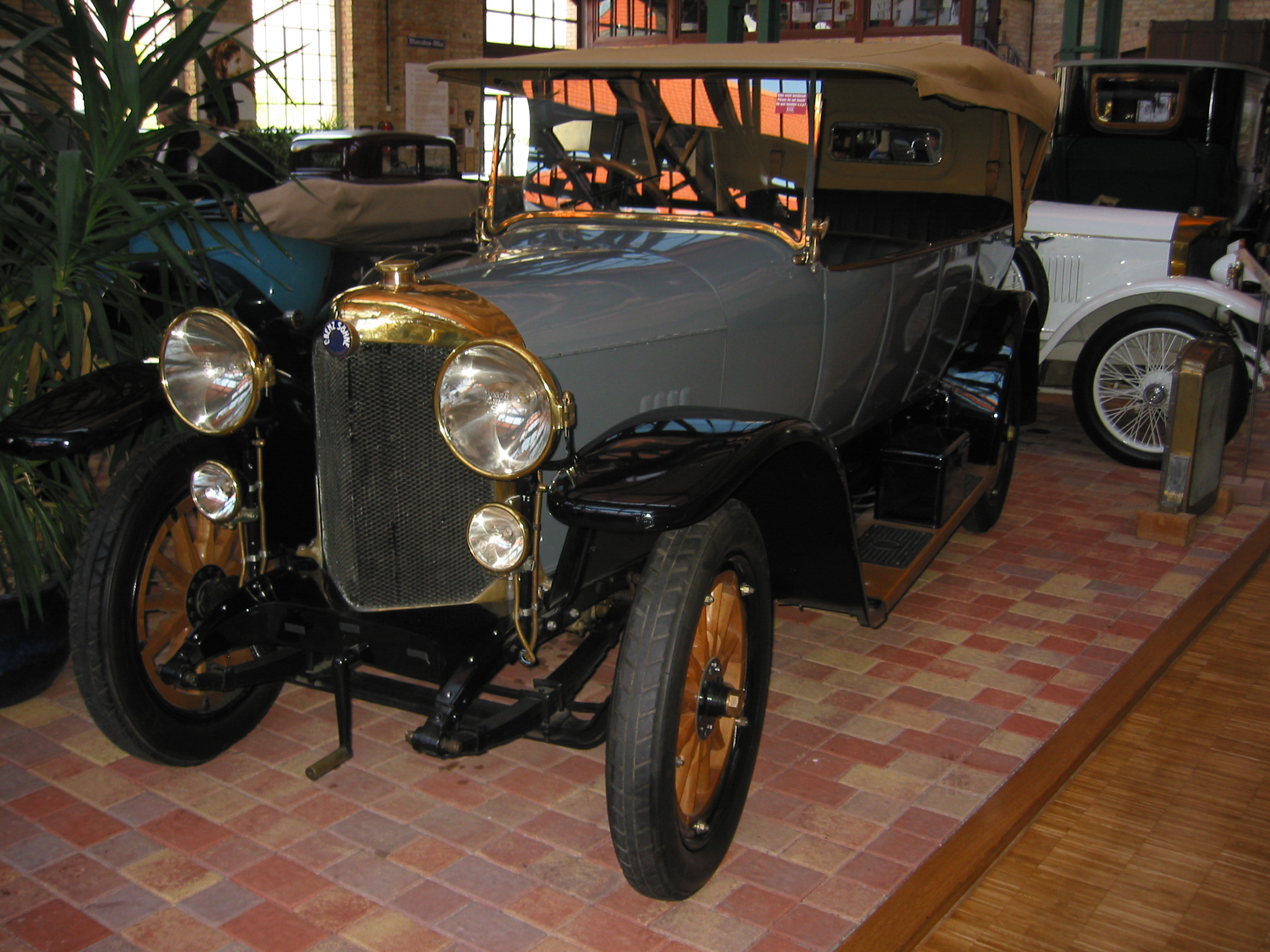
C. Benz Söhne 1924 (Benz 10/35) — последняя модель компании (1924)
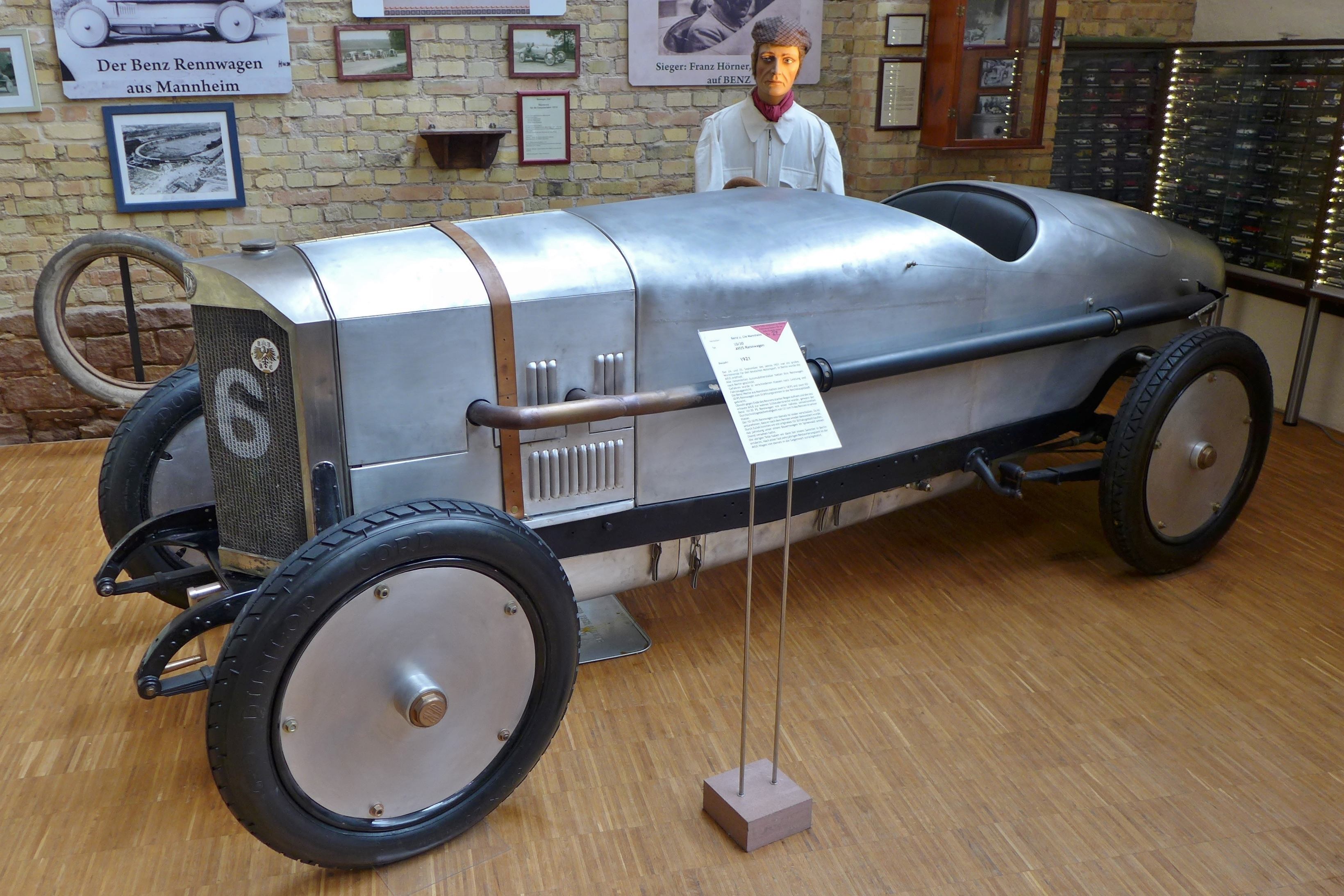
Benz 10-30 Avus (1921)
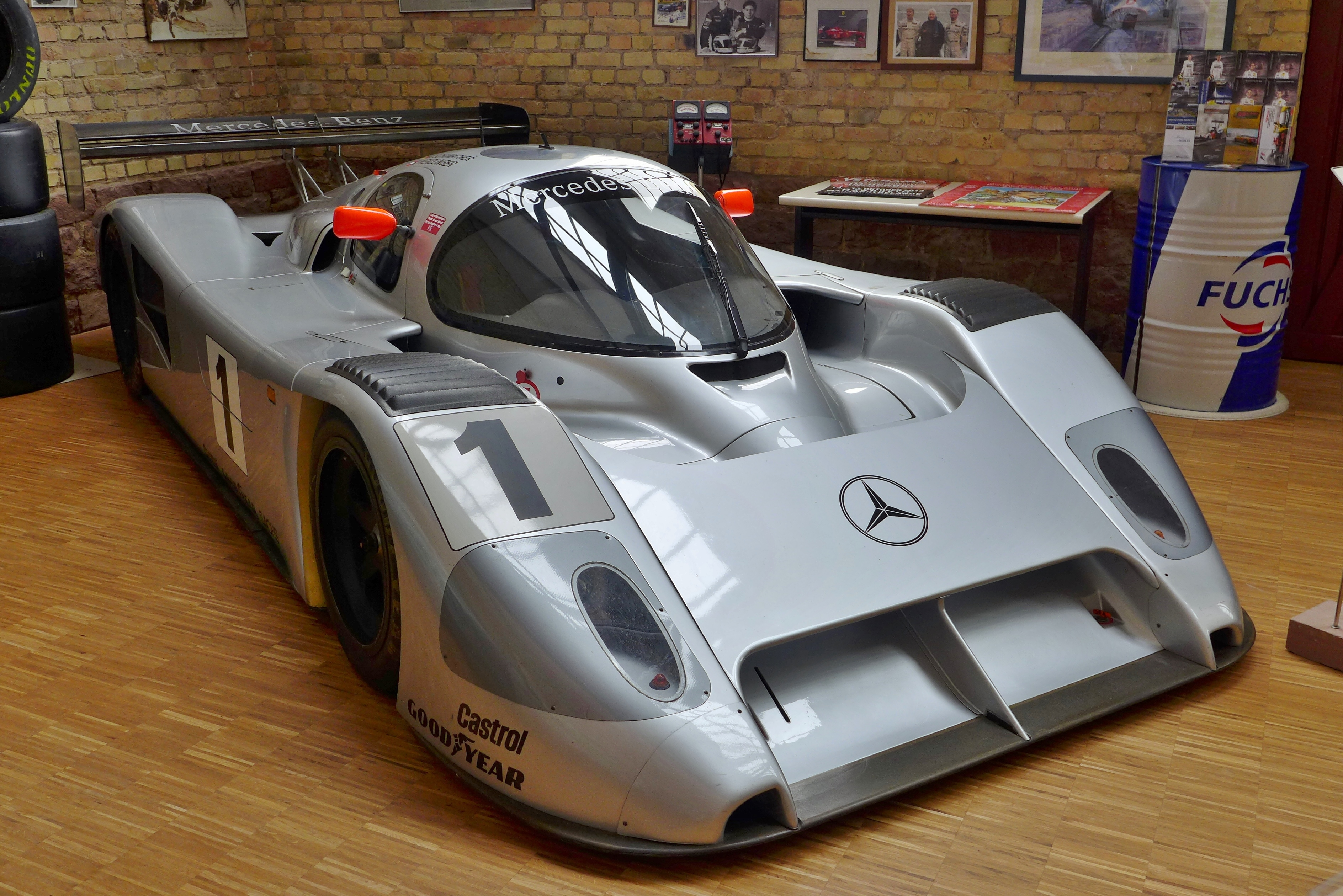
Mercedes-Benz C291 (1991) Михаэля Шумахера